# Stephen Dillane
Pour les articles homonymes, voir Dillane.
Stephen Dillane est un acteur britannique, né le 27 mars 1957 à Londres.
Il est notamment connu pour son interprétation de Stannis Baratheon dans la série Game of Thrones. Il joue également l'un des personnages principaux dans la série franco-britannique Tunnel.

## Biographie
Né d'un père médecin, Stephen John Dillane a travaillé en tant que journaliste après ses études.
Marié à une comédienne de théâtre, il est père de deux enfants.
Son frère Richard est également acteur, ainsi que son fils, Frank, qui est principalement connu pour son rôle de Nick Clark dans la série Fear the Walking Dead.

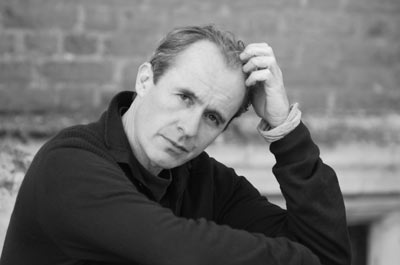
Stephen Dillane en 2008.

## Filmographie partielle

### Cinéma
- 1987 : Business as Usual de Lezli-An Barrett : Mr. Dunlop
- 1990 : Hamlet de Franco Zeffirelli : Horatio
- 1994 : La Chance d'Aldo Lado : Tony Licata
- 1996 : Two If by Sea de Bill Bennett : Evan Marsh
- 1997 : Firelight, le lien secret de William Nicholson : Charles Godwin
- 1997 : Bienvenue à Sarajevo (Welcome to Sarajevo) de Michael Winterbottom : Michael Henderson
- 1997 : Déjà Vu d'Henry Jaglom : Sean
- 1998 : Love and Range de Cathal Black : Dr. Croly
- 1999 : The Darkest Light de Simon Beaufoy et Bille Eltringham : Tom
- 2000 : Ordinary Decent Criminal de Thaddeus O'Sullivan : Noel Quigley
- 2001 : The Parole Officer de John Duigan : Inspecteur Burton
- 2001 : Spy Game, jeu d'espions (Spy Game) de Tony Scott : Charles Harker
- 2002 : La Vérité sur Charlie (The Truth About Charlie) de Jonathan Demme : Charlie
- 2002 : The Hours de Stephen Daldry : Leonard Woolf
- 2003 : Les Témoins (The Gathering) de Brian Gilbert : Simon Kirkman
- 2004 : Le Roi Arthur (King Arthur) de Antoine Fuqua : Merlin
- 2004 : Haven de Frank E. Flowers : Mr. Allen
- 2004 : Un parcours de légende (The Greatest Game Ever Played) de Bill Paxton : Harry Vardon
- 2005 : Goal! : Naissance d'un prodige de Danny Cannon : Glen Foy
- 2005 : Nine Lives de Rodrigo García : Martin
- 2006 : Klimt de Raoul Ruiz : le secrétaire
- 2006 : Goal 2 : La Consécration (Goal II: Living the Dream) de Jaume Collet-Serra : Glen Foy
- 2007 : Fugitive Pieces de Jeremy Podeswa : Jacob Beer
- 2008 : Savage Grace de Tom Kalin : Brooks Baekeland
- 2008 : Freakdog de Paddy Breathnach : Dr. Harris
- 2009 : La Révélation (Sturm) de Hans-Christian Schmid : Keith Haywood
- 2009 : 44 Inch Chest de Malcolm Venville : Mal
- 2011 : Perfect Sense de David Mackenzie : Stephen Montgomery
- 2012 : Zero Dark Thirty de Kathryn Bigelow : Conseiller à la sécurité nationale
- 2012 : Twenty8k de David Kew et Neil Thompson : Edward Stone
- 2013 : Papadopoulos & Sons de Marcus Markou : Harry Papadopoulos
- 2017 : Les Heures sombres (Darkest Hour) de Joe Wright : Edward Frederick Lindley Wood
- 2017 : Mary Shelley d'Haifaa al-Mansour : William Godwin
- 2018 : Outlaw King : Le Roi hors-la-loi (Outlaw King) de David Mackenzie :  le roi d'Angleterre Édouard Ier
- 2019 : The Professor and the Madman de Farhad Safinia : Dr. Richard Brayn
- 2024 : The Outrun de Nora Fingscheidt : Andrew

### Télévision
- 1985 : Les Enquêtes de Remington Steele (série télévisée) (#1 épisode)
- 2008 : John Adams (téléfilm) de Tom Hooper
- 2011 : Miss Marple : inspecteur Finch (saison 5, épisode 2)
- 2012 – 2015 : Game of Thrones (série télévisée) : Stannis Baratheon
- 2012 : Hunted (série télévisée) : Rupert Keel
- 2012 : Secret State (série télévisée) : Paul Jacob Clark
- 2013 – 2017 : Tunnel (série télévisée) : Karl Roebuck
- 2016 : The Crown, épisode Assassins (saison 1) : Graham Sutherland
- 2020 - 2024 : Alex Rider (série) : Alan Blunt
- 2021 : Vigil : Shaw
- 2021 : Red Election : William Ogilvy, directeur du MI5
- 2024 : Kaos : Prométhée